# Caloncoba brevipes
Caloncoba brevipes es una especie de Magnoliopsida del género Caloncoba, de la familia Achariaceae, del orden Malpighiales.

## Distribución
Caloncoba brevipes se distribuye por Sierra Leona, Liberia, Costa de Marfil y Camerún.

## Taxonomía
Fue descrita científicamente por el botánico austriaco Otto Stapf. Fue publicado por primera vez en la revista Botanische Jahrbücher für Systematik, volumen 40, página 459 (1908).